# Pina Carmirelli
Pina Carmirelli (née le 23 janvier 1914 à Varzi, décédée le 26 février 1993 à Capena) est une violoniste italienne.

## Biographie
Elle a commencé très jeune ses études de musique et son activité de concertiste. Élève de Michelangelo Abbado (de), elle a obtenu ses diplômes au Conservatoire Giuseppe Verdi de Milan pour le violon en 1930 et pour la composition en 1935. Elle est lauréate du Prix Stradivarius en 1937 et du Concours Paganini en 1940. Elle a épousé le violoncelliste Arturo Bonucci (it). Ses deux enfants, le violoncelliste Arturo Bonucci (it) et le violoniste et chef d'orchestre Rodolfo Bonucci, ont suivi avec succès la tradition musicale de la famille. Elle a joué pendant de nombreuses années le Stradivarius Toscano (propriété de l'Accademia Nazionale di Santa Cecilia) et à la fin de sa carrière le Stradivarius ex-Bush propriété de la famille Serkin.

## Carrière
Elle a beaucoup joué en duo avec le pianiste Rudolf Serkin.
Elle a poursuivi une brillante carrière de concertiste, soit en tant que soliste soit en formation de chambre dont elle a été cofondatrice de certaines formations :
- le Quintetto Boccherini (1949) avec Arrigo Pelliccia et Guido Mozzato au violon, Luigi Sagrati et Renzo Sabatini à l'alto et Arturo Bonucci (Sr.) et Nerio Brunelli au violoncelle.
- le Quatuor Carmirelli (1954)[1] avec Arturo Bonucci (Sr.) (violoncelle), Montserrat Cervera (second violon) et Luigi Sagrati (alto).
- le Quatuor Caecilia (1976) avec Paquale Pellegrino, second violon, Luciano Vicari, alto et Francesco Strano, violoncelle.
- le Quintette Fauré (1979) avec Maureen Jones, piano, Federico Agostini, second violon, Massimo Paris, alto et Francesco Strano, violoncelle.
- I Musici dont elle fut premier violon entre 1977 (en remplacement de Salvatore Accardo) et 1986[2].